# Lehrter Straße

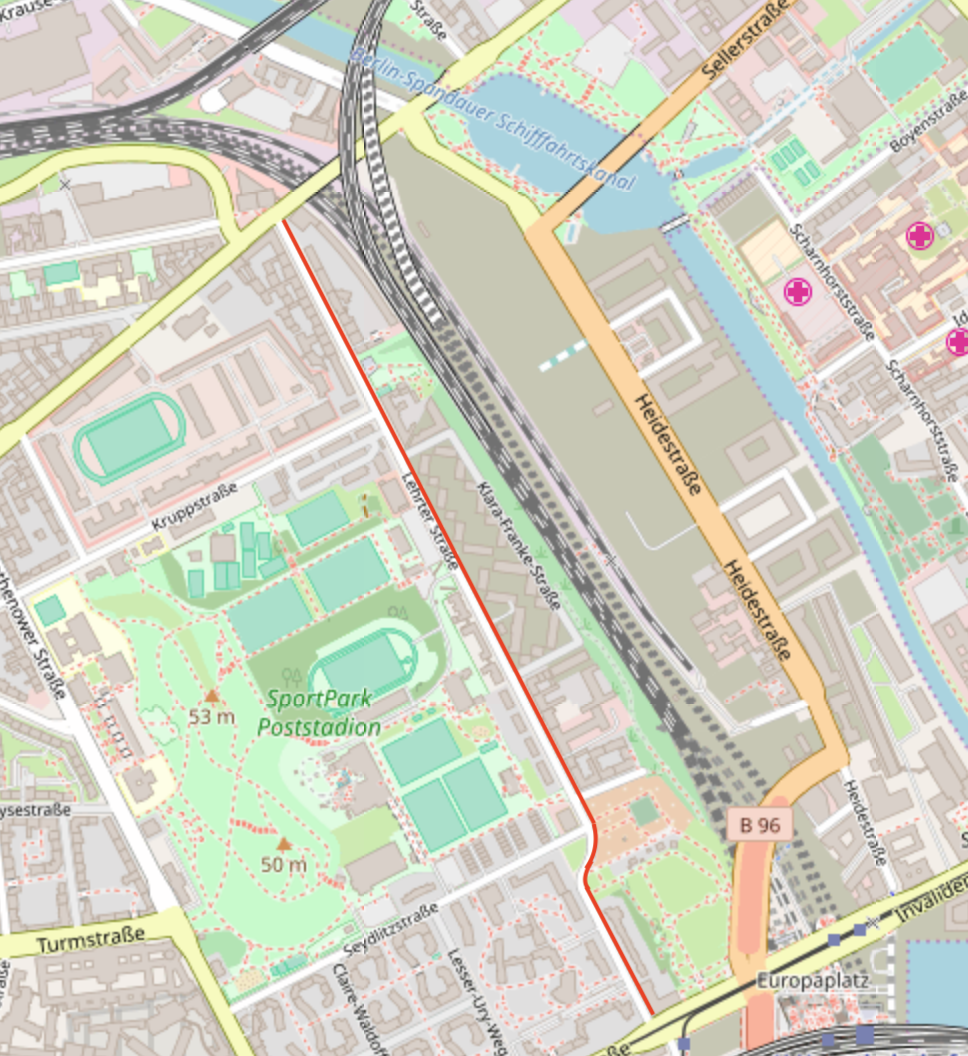
Verlauf der Lehrter Straße

Die Lehrter Straße im Berliner Bezirk Mitte verläuft von der Invalidenstraße bis zur Perleberger Straße westlich der Trasse der Lehrter Bahn, die nach Lehrte bei Hannover führt. Sie umfasst 75 Hausnummern, die in Hufeisenform verlaufen. Der Verkehrsweg setzt sich südlich als Clara-Jaschke-Straße fort.
Die vormalige in gerader Nord-Süd-Führung verlaufende Torfstraße wurde durch die Errichtung der Eisenbahnstrecke geteilt. Dabei erhielt der südliche Teil am 6. August 1872 nach der im Jahr 1871 erfolgten Inbetriebnahme des Lehrter Bahnhofs den heutigen Namen.

## Geschichte
Im 19. Jahrhundert erstreckten sich entlang der Lehrter Straße auf der westlichen Seite Kasernen, Wohnhäuser für Offiziere und ein Exerzierplatz. Auf der östlichen Seite verliefen hinter oder über Gefängnisgelände und Militärbauten die Bahnanlagen der Lehrter Bahn. Dienstwohnungen für Eisenbahnangestellte waren vorhanden und Anfang des 20. Jahrhunderts wurden auch Wohn-Mietshäuser errichtet.
Nach der deutschen Wiedervereinigung rückte die Lehrter Straße aus ihrer Randlage in die Mitte der Stadt. Die Altbauten wurden saniert, auch ohne dass das Gebiet als Sanierungsgebiet ausgewiesen wurde. Im Jahr 2010 wurden zwei Hotels gebaut, außerdem an der Ecke zur Seydlitzstraße Reihenhäuser mit kleinen Gärten.
Für die Ostseite der Lehrter Straße, wo hinter einer historischen Ziegelmauer auf ehemaligem Bahngelände 34 Gärten der Bahn-Landwirtschaft sowie Gewerbe liegen, hat das Bezirksamt Mitte von Berlin einen Bebauungsplan für ein neues Quartier aufgestellt.
Die Berliner Stadtmission errichtete ein Büro- und Kongresszentrum (Lehrter Straße 68). Außerdem betreibt sie hier im Keller ein Sammeldepot für gespendete Kleidung.

## Stadtquartier Mittenmang
Auf der östlichen Seite des mittleren Straßenabschnitts entstand zwischen den Sportanlagen am Poststadion und der Europacity auf dem 3,7 Hektar großen Gelände des früheren Bahnbetriebswerks des Lehrter Bahnhofs ein neues Stadtquartier rund 1000 Miet- und Eigentumswohnungen, welches unter dem Namen Mittenmang (berlinerisch für „mittendrin“) vermarktet wurde.

## Kulturdenkmale und ausgewählte Bauwerke entlang der Straße

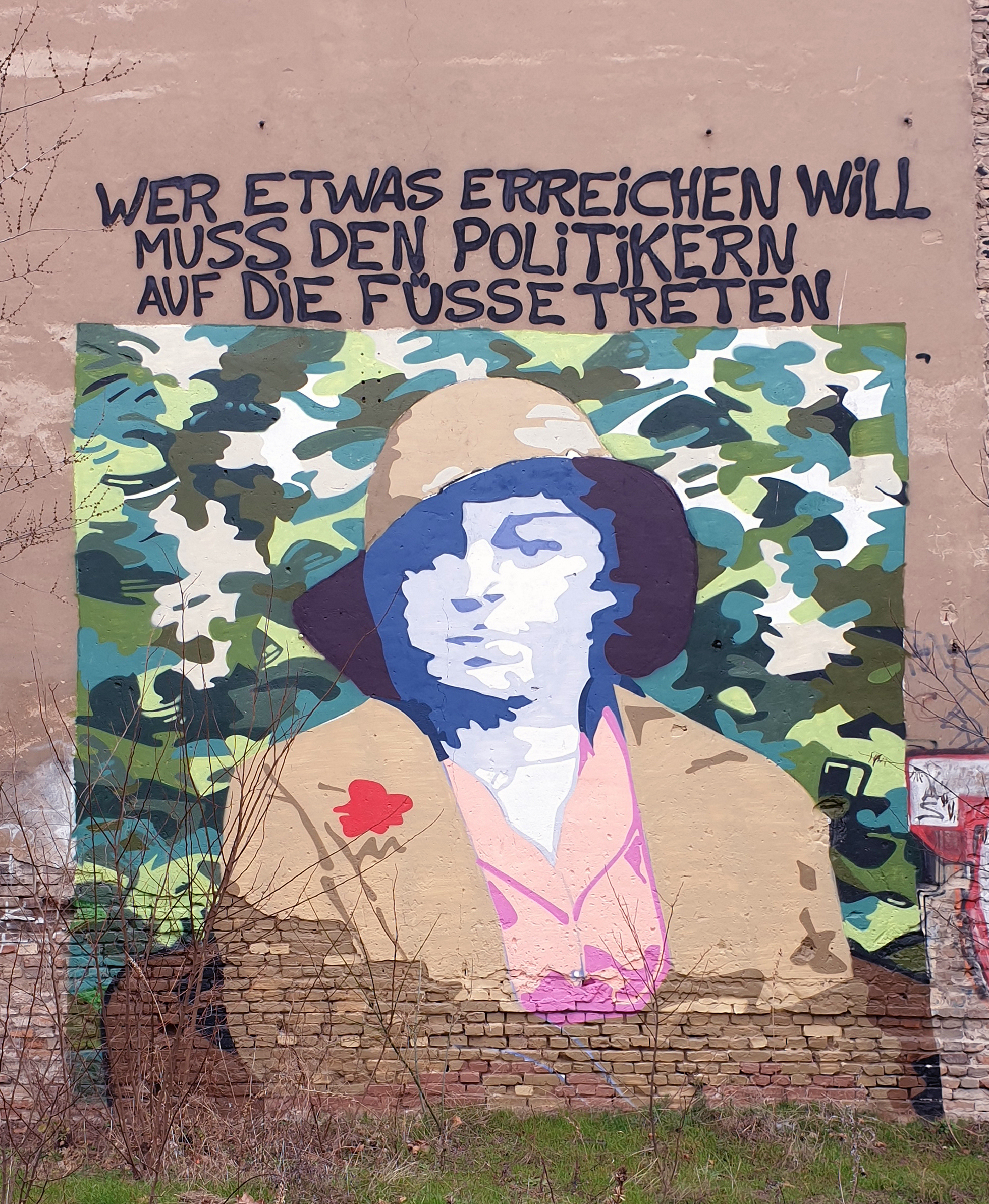
Wandmalerei am Haus Lehrter Straße 35 in Berlin-Moabit

- Nr. 4: Beamtenfriedhof, der als Begräbnisstätte für die Vollzugsbeamten des angrenzenden Zellengefängnisses diente.
- Nr. 5: Zellengefängnis Moabit (Preußisches Mustergefängnis Moabit) mit Gefängnismauer, Begrenzungsmauer des Anstaltsgartens, drei Beamtenwohnhäusern und Nebengebäuden;[4] ist heute ein Gedenkpark.
- Nr. 6–10: in den 1870er Jahren errichtete Mietshäuser[5]
- Nr. 16/17: Indonesische Botschaft in Berlin
- Nr. 27–30: Mietshaus mit Hofgebäude, die 1887/1888 für das Unternehmen Berliner Granit- und Marmorwerke M. L. Schleicher errichtet wurden.[6]
- Nr. 35: ehemalige Heeresfleischerei in den 1910er Jahren gebaut; sie wurde umgenutzt zur Kulturfabrik Moabit mit Theater, Kino, Musikveranstaltungen und Café.[7]
- Nr. 48b: 1894 errichtetes Mietshaus[8]
- Nr. 57: Werkhof, ehemaliges Heeresbekleidungsamt, in dem heute Architekten, Webdesigner, Künstler und andere Personen arbeiten.[9]
- Nr. 58: Reste der Einfriedung des Kgl. Corps-Bekleidungsamtes zu Berlin.[10]
- Nr. 59: 1927 eröffnetes Poststadion auf dem früheren Exerzierplatz.[11]
- Nr. 60/61: ehemalige Arrest-Anstalt der Berliner Garnison (Militärgefängnis).
  - Nr. 60: bis 2012 Außenstelle des Amtsgerichts Tiergarten[12]
  - Nr. 61: ehemalige Teilanstalt (Haus 3) der Justizvollzugsanstalt Plötzensee.
Bis Anfang der 1980er Jahre war das Haus 3 die Berliner Frauenhaftanstalt, aus der im August 1973 Inge Viett zum ersten Mal der Ausbruch gelang und die am 7. Juli 1976 hier zusammen mit Juliane Plambeck, Monika Berberich und Gabriele Rollnik erneut ausbrach.
- Nr. 67–69: Berliner Stadtmission